# Insular Cases
Unter dem Titel Insular Cases fasst man mehrere Entscheidungen des US Supreme Court aus dem frühen 20. Jahrhundert zusammen. Die Fälle bezogen sich im Wesentlichen auf ein zentrales Thema der Präsidentschaftswahl 1900 und der American Anti-Imperialist League, das in folgender Frage zum Ausdruck kommt: „Folgt die Verfassung der Flagge?“ (“Does the Constitution follow the flag?”). Der Supreme Court entschied, dass die vollständigen Rechte der Verfassung nicht automatisch auf alle Gebiete unter amerikanischer Kontrolle ausgedehnt werden können.
1898 annektierten die USA Hawaii. Im gleichen Jahr beendete der Pariser Frieden den Spanisch-Amerikanischen Krieg, woraufhin die USA in den Besitz von Kuba, Puerto Rico, Guam und den Philippinen kamen. Zu dieser Zeit gab es eine Debatte über die Regierung in diesen neuen Territorien, da es zu diesem Thema keine Regeln in der Verfassung gab. Mit den Insular Cases lieferte der Supreme Court die Rahmenbedingungen für die Anwendung der Verfassung auf diesen Inseln.

## Liste derInsular Cases
Es gibt keine autorisierte Liste der Fälle. Der Begriff bezieht sich mindestens auf einige Fälle aus dem Jahr 1901, aber manchmal werden auch spätere Entscheidungen einbezogen.
| Prozessgegner                           | Fallbezeichnung | Jahr | Verhandlung                                | Entscheidung     |
| --------------------------------------- | --------------- | ---- | ------------------------------------------ | ---------------- |
| DeLima vs. Bidwell                      | 182 U.S. 1      | 1901 | 8.–11. Januar 1901                         | 27. Mai 1901     |
| Goetze vs. USA                          | 182 U.S. 221    | 1901 | 17.–20. Dezember 1900; 14./15. Januar 1901 | 27. Mai 1901     |
| Armstrong vs. USA                       | 182 U.S. 243    | 1901 | 8.–11. Januar 1901                         | 27. Mai 1901     |
| Downes vs. Bidwell                      | 182 U.S. 244    | 1901 | 8.–11. Januar 1901                         | 27. Mai 1901     |
| Huus vs. New York & Porto Rico S.S. Co. | 182 U.S. 392    | 1901 | 11. / 14. Januar 1901                      | 27. Mai 1901     |
| Dooley vs. USA                          | 183 U.S. 151    | 1901 | 8.–11. Januar 1901                         | 2. Dezember 1901 |
| Fourteen Diamond Rings vs. USA          | 183 U.S. 176    | 1901 | 17.–20. Dezember 1900                      | 2. Dezember 1901 |
| Hawaii vs. Mankichi                     | 190 U.S. 197    | 1903 |                                            |                  |
| Kepner vs. USA                          | 195 U.S. 100    | 1904 |                                            |                  |
| Dorr vs. USA                            | 195 U.S. 138    | 1904 |                                            |                  |
| Rasmussen vs. USA                       | 197 U.S. 516    | 1905 |                                            |                  |
| Dowdell vs. USA                         | 221 U.S. 325    | 1911 |                                            |                  |
| Ocampo vs. USA                          | 234 U.S. 91     | 1914 |                                            |                  |
| Balzac vs. Porto Rico                   | 258 U.S. 298    | 1922 |                                            |                  |